# Sam Jones (basketballer, 1933)
Samuel Jones (Wilmington (North Carolina), 24 juni 1933 – Boca Raton (Florida), 30 december 2021) was een Amerikaans basketballer die speelde voor de Boston Celtics in de NBA en basketbalcoach. Hij speelde als shooting-guard.

## Biografie
Jones speelde college-basketbal bij de North Carolina Central Eagles waarna hij in 1957 werd gedraft door de Boston Celtics. Samen met Bill Cousy en Bill Russell was Jones mee deel van de dominantie van de Celtics eind jaren 50 en begin jaren 60, onder leiding van coach Red Auerbach. Ze behaalden een eerste NBA-titel in 1957. Tussen 1959 en 1969 domineerden zij de NBA, en wonnen acht opeenvolgende titels tussen 1959 en 1966, waarbij zij herhaaldelijk hun rivalen uit het Westen, de Los Angeles Lakers, in de finale versloegen. Tijdens het seizoen 1966/1967 werd hun hegemonie doorbroken door de Philadelphia 76ers om dan terug kampioen te worden in 1968 en 1969. In de zomer van 1969 beëindigde Jones zijn loopbaan als speler. Na zijn spelersloopbaan was hij even actief als coach in het college-basketbal. Tijdens het seizoen 1974-1975 was hij ook nog een seizoen assistent-coach bij de New Orleans Jazz
Jones stond tijdens zijn carrière bekend om zijn snelheid en spelbepalende shots, vooral tijdens de NBA Playoffs. Hij heeft tien NBA-kampioenschappen gewonnen, de meeste titels na zijn teamgenoot Bill Russell (11). 
In 1984 werd hij ingewijd tot de Basketball Hall of Fame. Naar aanleiding van het 50-jarig bestaan van de NBA in 1996 werd Jones opgenomen in de lijst van 50 beste NBA-spelers aller tijden. Op 9 maart 1969 besloten de Celtics om zijn rugnummer 24 uit roulatie te halen en in de toekomst aan geen enkele andere speler meer toe te kennen.
Jones overleed op 88-jarige leeftijd.

## Erelijst
- NBA-kampioen: 1959, 1960, 1961, 1962, 1963, 1964, 1965, 1966, 1968, 1969
- NBA All-Star: 1962, 1964, 1965, 1966, 1968
- All-NBA Second Team: 1965, 1966, 1967
- NBA 25th Anniversary Team
- 50 Greatest Players in NBA History
- NBA 75th Anniversary Team
- Nummer 24 teruggetrokken door de Boston Celtics
- NAIA Hall of Fame: 1962
- North Carolina Sports Hall of Fame: 1969[5]
- Naismith Memorial Basketball Hall of Fame: 1984
- Alex M. Rivera Athletics Hall of Fame: 1984[6]
- College Basketball Hall of Fame: 2006

## Statistieken

### Reguliere seizoen
| Seizoen   | Team           | WG  | MPW  | 2P%  | FW%  | RPW | APW | PPW  |
| --------- | -------------- | --- | ---- | ---- | ---- | --- | --- | ---- |
| 1957-1958 | Boston Celtics | 56  | 10,6 | 42,9 | 71,4 | 2,9 | 0,7 | 4,6  |
| 1958-1959 | Boston Celtics | 71  | 20,6 | 43,4 | 77,0 | 6,0 | 1,4 | 10,7 |
| 1959-1960 | Boston Celtics | 74  | 20,4 | 45,4 | 76,4 | 5,1 | 1,7 | 11,9 |
| 1960-1961 | Boston Celtics | 78  | 26,0 | 44,9 | 78,7 | 5,4 | 2,8 | 15,0 |
| 1961-1962 | Boston Celtics | 78  | 30,6 | 46,4 | 81,8 | 5,9 | 3,0 | 18,4 |
| 1962-1963 | Boston Celtics | 76  | 30,6 | 47,6 | 79,3 | 5,2 | 3,2 | 19,7 |
| 1963-1964 | Boston Celtics | 76  | 31,3 | 45,0 | 78,3 | 4,6 | 2,7 | 19,4 |
| 1964-1965 | Boston Celtics | 80  | 36,1 | 45,2 | 82,0 | 5,1 | 2,8 | 25,9 |
| 1965-1966 | Boston Celtics | 67  | 32,2 | 46,9 | 79,9 | 5,2 | 3,2 | 23,5 |
| 1966-1967 | Boston Celtics | 72  | 32,3 | 45,4 | 85,7 | 4,7 | 3,0 | 22,1 |
| 1967-1968 | Boston Celtics | 73  | 33,0 | 46,1 | 82,7 | 4,9 | 3,0 | 21,3 |
| 1968-1969 | Boston Celtics | 70  | 26,0 | 45,0 | 78,3 | 3,8 | 2,6 | 16,3 |
| Carrière  | Carrière       | 871 | 27,9 | 45,6 | 80,3 | 4,9 | 2,5 | 17,7 |

### Playoffs
| Seizoen   | Team           | WG  | MPW  | 2P%  | FW%  | RPW | APW | PPW  |
| --------- | -------------- | --- | ---- | ---- | ---- | --- | --- | ---- |
| 1957-1958 | Boston Celtics | 8   | 9,4  | 45,5 | 68,8 | 3,0 | 0,5 | 3,9  |
| 1958-1959 | Boston Celtics | 11  | 17,5 | 37,0 | 84,6 | 5,7 | 1,5 | 10,3 |
| 1959-1960 | Boston Celtics | 13  | 15,2 | 38,5 | 81,0 | 3,2 | 1,4 | 8,2  |
| 1960-1961 | Boston Celtics | 10  | 25,8 | 44,6 | 88,6 | 5,4 | 2,2 | 13,1 |
| 1961-1962 | Boston Celtics | 14  | 36,0 | 44,4 | 70,0 | 7,1 | 3,1 | 20,6 |
| 1962-1963 | Boston Celtics | 13  | 34,6 | 48,4 | 83,1 | 6,2 | 2,5 | 23,8 |
| 1963-1964 | Boston Celtics | 10  | 35,6 | 50,6 | 73,5 | 4,7 | 2,3 | 23,2 |
| 1964-1965 | Boston Celtics | 12  | 41,3 | 45,9 | 86,9 | 4,6 | 2,5 | 28,6 |
| 1965-1966 | Boston Celtics | 17  | 35,4 | 44,9 | 83,8 | 5,1 | 3,1 | 24,8 |
| 1966-1967 | Boston Celtics | 9   | 36,2 | 45,9 | 86,2 | 5,1 | 3,1 | 26,7 |
| 1967-1968 | Boston Celtics | 19  | 36,1 | 44,1 | 78,6 | 3,4 | 2,6 | 20,5 |
| 1968-1969 | Boston Celtics | 18  | 28,6 | 41,9 | 79,7 | 3,2 | 2,1 | 16,8 |
| Carrière  | Carrière       | 154 | 30,2 | 44,7 | 81,1 | 4,7 | 2,3 | 18,9 |

6 Russell ·
14 Cousy ·
15 Heinsohn  ·
16 Swain ·
17 Conley ·
18 Loscutoff ·
21 Sharman ·
23 Ramsey ·
24 S. Jones ·
25 KC Jones ·
29 Tsioropoulos ·
Coach Auerbach
6 Russell ·
14 Cousy ·
15 Heinsohn ·
16 Richter ·
17 Conley ·
18 Loscutoff ·
20 Guarilia ·
21 Sharman ·
23 Ramsey ·
24 S. Jones ·
25 KC Jones ·
Coach Auerbach
6 Russell ·
14 Cousy ·
15 Heinsohn ·
16 Sanders ·
17 Conley ·
18 Loscutoff ·
20 Guarilia ·
21 Sharman ·
23 Ramsey ·
24 S. Jones ·
25 KC Jones ·
Coach Auerbach
4 Braun ·
6 Russell ·
14 Cousy ·
15 Heinsohn ·
16 Sanders ·
18 Loscutoff ·
20 Guarilia ·
21 Phillips ·
23 Ramsey ·
24 S. Jones ·
25 KC Jones ·
Coach Auerbach
4 Lovellette ·
6 Russell ·
12 Swartz ·
14 Cousy ·
15 Heinsohn ·
16 Sanders ·
17 Havlicek ·
18 Loscutoff ·
20 Guarilia ·
23 Ramsey ·
24 S. Jones ·
25 KC Jones ·
Coach Auerbach
4 Lovellette ·
6 Russell ·
12 Naulls ·
15 Heinsohn ·
16 Sanders ·
17 Havlicek ·
18 Loscutoff ·
20 Siegfried ·
21 McCarthy ·
23 Ramsey ·
24 S. Jones ·
25 KC Jones ·
Coach Auerbach
6 Russell ·
11 Counts ·
12 Naulls ·
15 Heinsohn ·
16 Sanders ·
17 Havlicek ·
18 Thompson ·
20 Siegfried ·
21 Bonham ·
24 S. Jones ·
25 KC Jones ·
Coach Auerbach
5 Thompson ·
6 Russell ·
11 Counts ·
12 Naulls ·
14 Watts ·
16 Sanders ·
17 Havlicek ·
18 Sauldsberry ·
19 Nelson ·
20 Siegfried ·
21 Bonham ·
24 S. Jones ·
25 KC Jones ·
Coach Auerbach
6 Russell · 
11 Graham · 
12 Thacker · 
16 Sanders · 
17 Havlicek · 
18 Howell · 
19 Nelson · 
20 Siegfried · 
24 S. Jones · 
26 Weitzman · 
27 J. Jones · 
28 Embry · 
Coach Russell
6 Russell · 
7 Bryant · 
11 Graham · 
12 Chaney · 
16 Sanders · 
17 Havlicek · 
18 Howell · 
19 Nelson · 
20 Siegfried · 
24 Jones · 
26 Johnson · 
28 Barnes · 
Coach Russell